# Mas Castells (Argentona)
Mas Castells és una masia d'Argentona (Maresme) protegida com a Bé Cultural d'Interès Local.

## Descripció
Gran masia de sis cossos perpendiculars a la façana, de planta baixa i pis, i teulada a dos vessants amb carener paral·lel a la façana.
L'edifici ha sofert moltes reformes. Per exemple, el portal d'arc de mig punt i altres obertures són intervencions que s'han fet en aquestes reformes. Encara conserva alguna de les obertures de pedra antigues.